# 青泉社
株式会社青泉社（せいせんしゃ）は、日本の出版社。主に女性向けコミック雑誌を発行している。
旧社名は「グリーンアロー出版社」「Bbmfマガジン」。

## 沿革
- 1973年1月 -  東京都千代田区西神田にて、小説・実用書を中心としたグリーンアロー出版社として創業
- 1995年6月 -  東京都中野区中野へ本社移転
- 2007年9月 -  東京都港区三田へ本社移転
- 2007年10月 -  株式会社ビービーエムエフ（現ビーグリー）の子会社となる。
- 2007年10月 -  レディースコミック月刊誌「ミステリーサラ」を創刊
- 2008年2月　 20年振りにGAコミックスを復活。刊行開始
- 2008年9月 -  レディースコミック月刊誌「ミステリーブラン」を創刊
- 2008年12月 - 株式会社Bbmfマガジン（旧社）と合併[1]、本社を東京都千代田区神田小川町へ移転。
- 2009年4月 -  社名を株式会社Bbmfマガジン（新社）に変更。
- 2012年10月 - フィールズが株式を売却[2]。
- 2012年12月 - 吸収分割によりmenue株式会社（現ビーグリー）にデジタルコンテンツ事業を譲渡[3]。
- 2013年1月 - menue（現ビーグリー）グループからの離脱に伴い本社を東京都千代田区外神田へ移転。
- 2014年6月 - 株式会社青泉社と合併し、社名を株式会社青泉社に変更[4]。

## 雑誌
- ミステリーブラン（編集：アイカ工房、毎月3日発売）
- Mystery sara（編集：アイカ工房、毎月13日発売）
- ミステリーブランセレクション（編集：アイカ工房、偶数月18日発売）

## コミックス
- LGAコミックス

- 秋水デジタルコミックス（発行：秋水社）

## 過去の刊行物

### 過去に発行していた雑誌
- ねこころ[5]

### 過去に発行していた書籍レーベル
Bbmfマガジン時代のケータイコミックスの一部権利はビーグリーが保有している。
- グリーンアロー・ブックス
- GAコミックス（グリーンアローコミックス）
- YA！コミックス[6]